# Герхард фон Вианден (клерик)
Герхард фон Вианден (на немски: Gerhard von Vianden; † 1244) е граф на Вианден, клерик и свещеник.

## Произход
Той е син на граф Фридрих III фон Вианден († † сл. 1200/1258) и съпругата му Матилда (Мехтилд) фон Нойербург († сл. 1200), вероятно дъщеря на граф Албрет I фон Дагсбург или на граф Хайнрих I фон Салм-Лонгенщайн († сл. 1170) и Клеменция фон Дагсбург († 1169). Племенник е на Герхард фон Вианден († 1210), абат на манастир Прюм (1184 – 1210) и от 1192 г. на Щавло-Малмеди. Брат е на Хайнрих I фон Вианден († 1252), граф на Вианден, Люксембург, маркграф на Намюр (1229 – 1237), Зигфрид II фон Вианден († 1242), граф на Вианден, Фридрих I фон Нойербург († 1258) и на Мехтилд/Матилда фон Вианден († ок. 1241/1253), омъжена за граф Лотар I фон Аре-Хохщаден († 1214/1215), и 1216 г. за граф Хайнрих фон Дурас-Лооц († 1218)

## Фамилия
Герхард фон Вианден се жени за Ида де Вайлер-ла-Тур от Люксембург († 14 март 1236), дъщеря на Йохан IV фон Боуршайт-Вайлер († 1233) и втората му съпруга Аделхайд († сл. 11 октомври 1247). Бракът е бездетен.